# Néstor Craviotto
Pour les articles homonymes, voir Craviotto.
 Néstor Craviotto, né le 6 octobre 1963 à La Plata (Argentine), est un footballeur argentin, qui évoluait au poste de défenseur à Independiente et en équipe d'Argentine. Après sa carrière de footballeur, il est devenu entraîneur.
Craviotto a marqué trois buts lors de ses onze sélections avec l'équipe d'Argentine entre 1989 et 1994.

## Carrière de joueur
- 1983-1990 : Estudiantes
- 1991-1995 : Independiente
- 1995-1996 : Estudiantes
- 1996-1999 : Banfield
- 1999-2000 : San Martín

## Palmarès

### En équipe nationale
- 11 sélections et 3 buts avec l'équipe d'Argentine entre 1989 et 1994.
- Vainqueur de la Copa América 1991 et Copa América 1993.
- Vainqueur de la Coupe intercontinentale des nations en 1993.
- Vainqueur de la Coupe Kirin en 1992.

### Avec Estudiantes
- Vainqueur du Championnat d'Argentine de football en 1983.

### Avec Independiente
- Vainqueur de la Supercopa Sudamericana en 1994 et 1995.
- Vainqueur de la Recopa Sudamericana en 1995.
- Vainqueur du Championnat d'Argentine de football Cloture en 1994.

## Carrière d'entraîneur
- 2000 : San Martín
- 2000-2002 : Estudiantes
- 2002-2003 : Unión de Santa Fe
- 2003 : Chacarita Juniors
- 2004 : Emelec
- 2005 : Belgrano
- 2005-2006 : Unión de Santa Fe
- 2006-2007 : Club Atlético Centenario
- 2007-2008 :  Guatemala -20 ans
- jan. 2009-2009 : San Martín
- 2009-2010 : Santiago Wanderers
- 2010-2011 : The Strongest La Paz
- 2012-déc. 2012 : Sportivo Belgrano
- jan. 2013-mai 2014 : Union La Calera [1]
- juin 2014-avr. 2015 : The Strongest La Paz
- jan. 2016-déc. 2016 : Deportivo Pereira
- juin 2017-août 2018 : Atlético Huila
- jan. 2019-oct. 2020 : Deportivo Pereira
- sep. 2021-fév. 2022 : Atlético Bucaramanga
- juin 2022-sep. 2023 : Atlético Huila